# Lista de episódios de iZombie
A seguir se apresenta a lista de episódios de iZombie, uma série de televisão na qual apresenta Liv Moore, uma médica residente e uma pessoa normal que tem sua vida arruinada quando vai a uma festa e se transforma em uma zumbi. iZombie é uma série de drama, comédia e terror transmitida no canal de televisão The CW nos Estados Unidos. Desenvolvida por Rob Thomas, a série é gravada em Vancouver, Colúmbia Britânica, no Canadá. O elenco principal da série é constituído por diversos atores. Eles são: Rose McIver, Malcolm Goodwin, Rahul Kohli, Robert Buckley e David Anders, que respectivamente interpretam Olivia "Liv" Moore, Clive Babineaux, Ravi Chakrabarti, Major Lilywhite e Blaine "DeBeers" McDonough.
O primeiro episódio, "Pilot", foi emitido na noite de 17 de março de 2015 e foi assistido por 2.29 milhões de telespectadores, um número ótimo para uma estreia de série. Os episódios seguintes também não decepcionaram a nível de audiência. No dia 6 de maio de 2015, a emissora The CW garantiu a série uma renovação para uma segunda temporada. Um dos fatores que deram um ótimo reconhecimento para a série foi a ampla aclamação pela crítica especialista, uma vez que recebeu a avaliação de 74/100 do site agregador de arte Metacritic.

## Resumo
| Temporada | Temporada | Episódios | Episódios | Originalmente exibido   | Originalmente exibido |
| Temporada | Temporada | Episódios | Episódios | Estreia da temporada    | Final da temporada    |
| --------- | --------- | --------- | --------- | ----------------------- | --------------------- |
|           | 1         | 13        | 13        | 17 de março de 2015     | 9 de junho de 2015    |
|           | 2         | 19        | 19        | 6 de outubro de 2015    | 12 de abril de 2016   |
|           | 3         | 13        | 13        | 4 de abril de 2017      | 27 de junho de 2017   |
|           | 4         | 13        | 13        | 26 de fevereiro de 2018 | 28 de maio de 2018    |
|           | 5         | 13        | 13        | 2 de maio de 2019       | 1 de agosto de 2019   |

## Episódios

### 1ª temporada (2015)
| N.º na série | N.º na temp. | Título                                                                                             | Dirigido por   | Escrito por                                                        | Exibição original   | Audiência (milhões) |
| ------------ | ------------ | -------------------------------------------------------------------------------------------------- | -------------- | ------------------------------------------------------------------ | ------------------- | ------------------- |
| 1            | 1            | "Pilot" "(Piloto)" (BR)                                                                            | Rob Thomas     | Rob Thomas & Diane Ruggiero-Wright                                 | 17 de março de 2015 | 2.29                |
| 2            | 2            | "Brother, Can You Spare a Brain?" "(Irmão, Pode Poupar um Cérebro?)" (BR)                          | John Kretchmer | Diane Ruggiero-Wright                                              | 24 de março de 2015 | 1.99                |
| 3            | 3            | "The Exterminator" "(O Exterminador)" (BR)                                                         | Michael Fields | História por : Rob Thomas Roteiro por : Graham Norris & Lee Arcuri | 31 de março de 2015 | 1.81                |
| 4            | 4            | "Liv and Let Clive" "(Liv e Deixe Clive)" (BR)                                                     | John Kretchmer | Kit Boss                                                           | 7 de abril de 2015  | 1.77                |
| 5            | 5            | "Flight of the Living Dead" "(O Vôo dos Mortos-Vivos)" (BR)                                        | David Warren   | Deirdre Mangan                                                     | 14 de abril de 2015 | 1.85                |
| 6            | 6            | "Virtual Reality Bites" "(A Realidade Virtual Morde)" (BR)                                         | Dermott Downs  | Gloria Calderon Kellett                                            | 21 de abril de 2015 | 1.80                |
| 7            | 7            | "Maternity Liv" "(Liv de Maternidade)" (BR)                                                        | Patrick Norris | Bob Dearden                                                        | 28 de abril de 2015 | 1.69                |
| 8            | 8            | "Dead Air" "(Ar Morto)" (BR)                                                                       | Zetna Fuentes  | Aiyana White                                                       | 5 de maio de 2015   | 1.62                |
| 9            | 9            | "Patriot Brains" "(Cérebros Patriotas)" (BR)                                                       | Guy Bee        | Robert Forman                                                      | 12 de maio de 2015  | 1.70                |
| 10           | 10           | "Mr. Berserk" "(Sr. Furioso)" (BR)                                                                 | Jason Bloom    | Deirdre Mangan & Graham Norris                                     | 19 de maio de 2015  | 1.50                |
| 11           | 11           | "Astroburger" "(Astroburger)" (BR)                                                                 | Michael Fields | Kit Boss                                                           | 26 de maio de 2015  | 1.56                |
| 12           | 12           | "Dead Rat, Live Rat, Brown Rat, White Rat" "(Rato Morto, Rato Vivo, Rato Preto, Rato Branco)" (BR) | Mairzee Almas  | Diane Ruggiero-Wright                                              | 2 de junho de 2015  | 1.80                |
| 13           | 13           | "Blaine's World" "(O Mundo de Blaine)" (BR)                                                        | Michael Fields | Rob Thomas                                                         | 9 de junho de 2015  | 1.45                |

### 2ª temporada (2015–2016)
| N.º na série | N.º na temp. | Título                                                                                 | Dirigido por   | Escrito por                                                                                      | Exibição original       | Audiência (milhões) |
| ------------ | ------------ | -------------------------------------------------------------------------------------- | -------------- | ------------------------------------------------------------------------------------------------ | ----------------------- | ------------------- |
| 14           | 1            | "Grumpy Old Liv" "(Liv Velha Rabugenta)" (BR)                                          | Michael Fields | Rob Thomas                                                                                       | 6 de outubro de 2015    | 1.53                |
| 15           | 2            | "Zombie Bro" "(Mano Zumbi)" (BR)                                                       | John Kretchmer | Diane Ruggiero-Wright                                                                            | 13 de outubro de 2015   | 1.22                |
| 16           | 3            | "Real Dead Housewife of Seattle" "(A Verdadeira Dona de Casa Morta de Seattle)" (BR)   | Jason Bloom    | Kit Boss                                                                                         | 20 de outubro de 2015   | 1.29                |
| 17           | 4            | "Even Cowgirls Get the Black and Blues" "(Até as Vaqueiras Ficam Pretas e Azuis)" (BR) | Matt Barber    | Deirdre Mangan                                                                                   | 27 de outubro de 2015   | 1.47                |
| 18           | 5            | "Love & Basketball" "(Amor & Basquete)" (BR)                                           | Michael Fields | Bob Dearden                                                                                      | 3 de novembro de 2015   | 1.43                |
| 19           | 6            | "Max Wager" "(Aposta Máxima)" (BR)                                                     | John Kretchmer | Graham Norris                                                                                    | 10 de novembro de 2015  | 1.40                |
| 20           | 7            | "Abra Cadaver" "(Abra Cadáver)" (BR)                                                   | Viet Nguyen    | Justin Halpern & Patrick Schumacker                                                              | 17 de novembro de 2015  | 1.17                |
| 21           | 8            | "The Hurt Stalker" "(O Perseguidor Ferido)" (BR)                                       | Michael Wale   | Sara Saedi                                                                                       | 1 de dezembro de 2015   | 1.55                |
| 22           | 9            | "Cape Town" "(A Cidade do Cabo)" (BR)                                                  | Mairzee Almas  | Diane Ruggiero-Wright                                                                            | 8 de dezembro de 2015   | 1.37                |
| 23           | 10           | "Method Head" "(Método de Cabeça)" (BR)                                                | Mark Piznarski | Kit Boss                                                                                         | 12 de janeiro de 2016   | 1.17                |
| 24           | 11           | "Fifty Shades of Grey Matter" "(Cinquenta Tons de Matéria Cinza)" (BR)                 | Mairzee Almas  | Deirdre Mangan & Graham Norris                                                                   | 2 de fevereiro de 2016  | 1.43                |
| 25           | 12           | "Physician, Heal Thy Selfie" "(Doutor, Cura Tua Selfie)" (BR)                          | Zetna Fuentes  | Talia Gonzalez & Bisanne Masoud                                                                  | 9 de fevereiro de 2016  | 1.43                |
| 26           | 13           | "The Whopper" "(A Grande Mentira)" (BR)                                                | Michael Fields | Rob Thomas                                                                                       | 16 de fevereiro de 2016 | 1.25                |
| 27           | 14           | "Eternal Sunshine of the Caffeinated Mind" "(O Brilho Eterno da Mente Cafeinada)" (BR) | Jason Bloom    | Kit Boss                                                                                         | 23 de fevereiro de 2016 | 1.45                |
| 28           | 15           | "He Blinded Me... with Science" "(Ele Me Cegou... com Ciência)" (BR)                   | Dan Etheridge  | John Enbom                                                                                       | 22 de março de 2016     | 1.21                |
| 29           | 16           | "Pour Some Sugar, Zombie" "(Derrame um Pouco de Açúcar, Zumbi)" (BR)                   | Mairzee Almas  | Diane Ruggerio-Wright                                                                            | 29 de março de 2016     | 1.25                |
| 30           | 17           | "Reflections of the Way Liv Used to Be" "(Reflexões de Como Liv Era)" (BR)             | Michael Fields | Bob Dearden                                                                                      | 5 de abril de 2016      | 1.07                |
| 31           | 18           | "Dead Beat" "(Caloteiro)" (BR)                                                         | John Kretchmer | John Enbom                                                                                       | 12 de abril de 2016     | 1.36                |
| 32           | 19           | "Salivation Army" "(Exército da Salivação)" (BR)                                       | Michael Fields | História por : Rob Thomas & Diane Ruggerio-Wright Roteiro por : Diane Ruggerio-Wright & Kit Boss | 12 de abril de 2016     | 1.22                |

### 3ª temporada (2017)
| N.º na série | N.º na temp. | Título                                                                           | Dirigido por     | Escrito por                        | Exibição original   | Audiência (milhões) |
| ------------ | ------------ | -------------------------------------------------------------------------------- | ---------------- | ---------------------------------- | ------------------- | ------------------- |
| 33           | 1            | "Heaven Just Got a Little Bit Smoother" "(O Céu Ficou um Pouco Mais Suave)" (BR) | Dan Etheridge    | Rob Thomas                         | 4 de abril de 2017  | 0.95                |
| 34           | 2            | "Zombie Knows Best" "(A Zumbi Conhece o Melhor)" (BR)                            | Jason Bloom      | Diane Ruggiero-Wright              | 11 de abril de 2017 | 0.87                |
| 35           | 3            | "Eat, Pray, Liv" "(Coma, Reze, Liv)" (BR)                                        | Mairzee Almas    | Graham Norris                      | 18 de abril de 2017 | 0.75                |
| 36           | 4            | "Wag the Tongue Slowly" "(Sacuda a Língua Lentamente)" (BR)                      | Viet Nguyen      | Kit Boss                           | 25 de abril de 2017 | 0.97                |
| 37           | 5            | "Spanking the Zombie" "(Espancando o Zumbi)" (BR)                                | Tessa Blake      | Sara Saedi                         | 2 de maio de 2017   | 0.93                |
| 38           | 6            | "Some Like It Hot Mess" "(Alguns Gostam Dessa Confusão)" (BR)                    | Enrico Colantoni | John Enbom                         | 9 de maio de 2017   | 0.97                |
| 39           | 7            | "Dirt Nap Time" "(Hora do Cochilo)" (BR)                                         | Michael Fields   | Deirdre Mangan                     | 16 de maio de 2017  | 0.86                |
| 40           | 8            | "Eat a Knievel" "(Coma um Knievel)" (BR)                                         | Michael Wale     | John Bellina                       | 23 de maio de 2017  | 0.98                |
| 41           | 9            | "Twenty Sided, Die" "(Vinte Lados, Morra)" (BR)                                  | Jason Bloom      | Kit Boss                           | 30 de maio de 2017  | 0.92                |
| 42           | 10           | "Return of the Dead Guy" "(O Retorno do Morto)" (BR)                             | Viet Nguyen      | Talia Gonzalez & Bisanne Masoud    | 6 de junho de 2017  | 0.71                |
| 43           | 11           | "Conspiracy Weary" "(Conspiração Cansada)" (BR)                                  | Mark Piznarski   | Bob Dearden                        | 13 de junho de 2017 | 0.78                |
| 44           | 12           | "Looking for Mr. Goodbrain, Part 1" "(À Procura do Sr. Goodbrain, Parte 1)" (BR) | Michael Fields   | Diane Ruggiero-Wright & John Enbom | 20 de junho de 2017 | 0.77                |
| 45           | 13           | "Looking for Mr. Goodbrain, Part 2" "(À Procura do Sr. Goodbrain, Parte 2)" (BR) | Dan Etheridge    | Rob Thomas                         | 27 de junho de 2017 | 0.86                |

### 4ª temporada (2018)
| N.º na série | N.º na temp. | Título                                                                                | Dirigido por     | Escrito por                          | Exibição original       | Audiência (milhões) |
| ------------ | ------------ | ------------------------------------------------------------------------------------- | ---------------- | ------------------------------------ | ----------------------- | ------------------- |
| 46           | 1            | "Are You Ready for Some Zombies?" "(Está Pronto para uns Zumbis?)" (BR)               | Dan Etheridge    | Rob Thomas                           | 26 de fevereiro de 2018 | 0.99                |
| 47           | 2            | "Blue Bloody" "(Azul Sangrento)" (BR)                                                 | Michael Fields   | Dean Lorey                           | 5 de março de 2018      | 0.77                |
| 48           | 3            | "Brainless in Seattle, Part 1" "(Sem Cérebro em Seattle, Parte 1)" (BR)               | Michael Wale     | Heather V. Regnier                   | 12 de março de 2018     | 0.76                |
| 49           | 4            | "Brainless in Seattle, Part 2" "(Sem Cérebro em Seattle, Parte 2)" (BR)               | Michael Fields   | Heather V. Regnier                   | 19 de março de 2018     | 0.73                |
| 50           | 5            | "Goon Struck" "(O Ataque do Valentão)" (BR)                                           | Joaquin Sedillo  | Bob Dearden                          | 26 de março de 2018     | 0.72                |
| 51           | 6            | "My Really Fair Lady" "(Minha Bela Dama)" (BR)                                        | Tessa Blake      | Graham Norris                        | 9 de abril de 2018      | 0.80                |
| 52           | 7            | "Don't Hate the Player, Hate the Brain" "(Não Odeie o Jogador, Odeie o Cérebro)" (BR) | Tuan Quoc Le     | Sara Saedi                           | 16 de abril de 2018     | 0.81                |
| 53           | 8            | "Chivalry Is Dead" "(O Cavalheirismo Morreu)" (BR)                                    | Jason Bloom      | Diane Ruggiero-Wright                | 23 de abril de 2018     | 0.68                |
| 54           | 9            | "Mac-Liv-Moore" "(Mac-Liv-Moore)" (BR)                                                | LL Hayter        | Talia Gonzalez & Bisanne Masoud      | 30 de abril de 2018     | 0.68                |
| 55           | 10           | "Yipee Ki Brain, Motherscratcher!" "(Cérebro de Yipee Ki, Filho da Mãe!)" (BR)        | Enrico Colantoni | Chelsea Catalanotto                  | 7 de maio de 2018       | 0.78                |
| 56           | 11           | "Insane in the Germ Brain" "(A Louca da Cabeça de Germe)" (BR)                        | Jude Weng        | Dean Lorey                           | 14 de maio de 2018      | 0.72                |
| 57           | 12           | "You've Got to Hide Your Liv Away" "(Você Tem Que Esconder Sua Vida)" (BR)            | Jason Bloom      | Diane Ruggiero-Wright & John Bellina | 21 de maio de 2018      | 0.64                |
| 58           | 13           | "And He Shall Be a Good Man" "(E Ele Será um Bom Homem)" (BR)                         | Dan Etheridge    | Rob Thomas                           | 28 de maio de 2018      | 0.74                |